# ダグラス・ワキウリ
ダグラス・ワキウリ（Douglas Wakiihuri、1963年9月26日 - ）はケニアの男子マラソン選手である。

## 人物・来歴
ケニアのランガタ（Langata）地区で育つ。
1980年代前半、世界の男子マラソンをリードしていた瀬古利彦に憧れて、19歳の時にヱスビー食品陸上部に入部し、名伯楽・中村清監督の指導により、生来の素質を開花させていった。
1987年に世界陸上選手権（ローマ）で優勝、翌1988年のソウルオリンピックで銀メダルを獲得し、世界のマラソン選手のトップアスリートとしての地位を確立。1990年代初頭にはジェリンド・ボルディン、スティーブ・モネゲッティとともに「マラソン世界3強」とうたわれた選手だった。1991年以降は低迷したが、1995年のワールドカップマラソンでは優勝した。しかし、1996年のアトランタオリンピックには出場ならず、現役を引退した。
現在は日本の那須町在住で、各地のマラソン大会にゲスト出場するかたわら、歌手としても活動している。
2009年5月、故郷ケニアで開催された自然環境保護をテーマとしたハーフマラソン大会では、実行委員長を務めた 。

## エピソード
- 1987年ローマ世界陸上選手権で当初、下馬評には挙がらないほど無名であったため、ワキウリが優勝者のインタビューで、流暢な日本語で話すのを海外のメディアが驚き、「彼は日本人なのか」と言ったほど。海外ではワキウリが瀬古利彦のチームメイトであったことが知られていなかったようである。
- ソウルオリンピックで銀メダルを獲得したとき、「銀色のバラでも（中村清）先生は喜んでくれると思います」と語った。ソウルは中村の出身地で生前ソウル五輪でのメダル獲得に強いこだわりを持っていたことから、メダルを中村が好んだバラにたとえて感謝の意を表した。

## マラソン成績
- 自己最高記録…2時間09分03秒（1989年4月）

| 年月    | 大会名                             | タイム      | 順位   | 備考         |
| ------- | ---------------------------------- | ----------- | ------ | ------------ |
| 1986.03 | びわ湖毎日マラソン                 | 2：16：26   | 5位    |              |
| 1987.02 | 別府大分毎日マラソン               | 2：13：34   | 6位    |              |
| 1987.09 | 世界陸上選手権（ローマ）           | 2：11：48   | 優勝   |              |
| 1988.02 | 東京国際マラソン                   | 2：11：57   | 7位    |              |
| 1988.10 | ソウルオリンピック                 | 2：10：47   | 2位    |              |
| 1989.04 | ロンドンマラソン                   | 2：09：03   | 優勝   | 自己最高記録 |
| 1990.01 | 英連邦大会マラソン（オークランド） | 2：10：27   | 優勝   |              |
| 1990.11 | ニューヨークシティマラソン         | 2：12：39   | 優勝   |              |
| 1991.04 | ボストンマラソン                   | 2：13：30   | 6位    |              |
| 1992.03 | びわ湖毎日マラソン                 | 2：17：17   | 14位   |              |
| 1992.08 | バルセロナオリンピック             | 2：19：38   | 36位   |              |
| 1994.04 | ロンドンマラソン                   | 2：19：25   | 38位   |              |
| 1995.04 | ワールドカップマラソン（アテネ）   | 2：12：01   | 優勝   |              |
| 1996.02 | 東京国際マラソン                   | ----------- | (棄権) |              |
| 1999.12 | ホノルルマラソン                   | 2：18：59   | 4位    |              |

## 音楽作品
歌手としていくつかのアルバムを発表している。
- Pipo - Pewa Ile Poa（2005年6月22日）
- ガンバレ!（2006年4月26日）